# Leptoscopidae
Famille
Les Leptoscopidae sont une famille des poissons de l'ordre des Perciformes. Ils sont présents dans l'Océan Indien et près des côtes Australiennes et Néo-zélandaises.

## Liste des genres
Selon World Register of Marine Species (17 mars 2024) :
- Crapatalus Günther, 1861
- Leptoscopus Gill, 1859
- Lesueurina Fowler, 1908

## Systématique
Le nom valide complet (avec auteur) de ce taxon est Leptoscopidae Gill, 1859.
Le catalogue Eschmeyer des poissons (ECoF) indique « Order Perciformes sedis mutabilis » pour cette famille.